# Bataille de Wiłkomierz
Guerres Teutoniques
Batailles
Guerres Teutoniques
La bataille de Wiłkomierz ou bataille de Pabaiskas ou bataille de Swienta oppose, le 1er septembre 1435, les chevaliers Teutoniques de l'ordre de Livonie à l'armée du grand-duché de Lituanie, le long de la rivière Šventoji près de la ville de Wiłkomierz située au nord-ouest de Vilnius.
Cette bataille, qui s'achève par la défaite des chevaliers Teutoniques, met un terme à la guerre civile lituanienne (1431-1435), mais est aussi une étape dans  le conflit entre les Teutoniques et l'union polono-lituanienne.

## Contexte
Cette bataille prend place dans le conflit entre l'ordre Teutonique, installé en Prusse, mais aussi en Livonie (ordre de Livonie), et le royaume de Pologne, associé au grand-duché de Lituanie par une union personnelle (1386), conflit marqué notamment par la défaite des Teutoniques à Grunwald (1410) suivie du traité de Torun (1411), par la guerre de Gollub (1422) suivie de la paix du lac de Melno (1422), etc.
Elle prend aussi place dans le conflit lituanien entre Švitrigaila, grand-duc de 1430 à 1432, orthodoxe et hostile à l'association du grand-duché avec le royaume de Pologne, et Sigismond Ier Kęstutaitis, qui se soulève en 1432 et contraint Švitrigaila à quitter Vilnius. 
En 1435, un affrontement a lieu à Wiłkomierz. Plus tard, la ville lituanienne de Pabaiskas a été fondée sur ce site.

## Les forces en présence
Sigismond Ier Kęstutaitis est à la tête de 30 000 soldats du grand-duché de Lituanie soutenus par les forces du roi de Pologne Ladislas III Jagellon. 
Les forces soutenant Švitrigaila sont principalement constituées par 30 000 chevaliers de l'ordre de Livonie. 

## Conséquences
Vaincus, les chevaliers signent avec Ladislas III Jagellon la paix de Brest. Ce traité délimite les frontières de l'État teutonique, telles qu'elles ont été définies par le traité de Melno en 1422, que les Polonais ont toujours contesté.
Švitrigaila renonce à poursuivre son combat et vient à Cracovie, alors capitale du royaume de Pologne, faire sa soumission. 